# Reggio C5
El Reggio Calcio a 5 fue un equipo italiano de fútbol sala de la ciudad de Regio de Calabria. Fue fundado en 1991 y desapareció en 2012. Poseía una de las aficiones más grandes de Italia.

## Plantilla 2007/2008
|   | Nac.   | Nombre                         | Sobrenombre    | Ruolo      |
| - | ------ | ------------------------------ | -------------- | ---------- |
| x | Italia | Salvatore Logatto              | LOGATTO        | Portero    |
| x | Italia | Maurizio Zema                  | ZEMA           | Portero    |
| x | Brasil | Franciel Soso                  | SOSO           | Portero    |
| x | Brasil | Fernando Lourival Bortoti Cruz | BORTOTI        | Cierre     |
| x | Italia | Giuseppe Fiorenza              | FIORENZA       | Ala-Cierre |
| x | Italia | Antonino Rosace                | ROSACE         | Ala-Cierre |
| x | Italia | Donato Marciano                | MARCIANO       | Ala        |
| x | Brasil | Luis Paulo Triches             | GAUCHO TRICHES | Ala        |
| x | Brasil | Fabio Botti                    | FABINHO BOTTI  | Ala        |
| x | Brasil | Diogo Lanconi Lacerda          | LANCONI        | Universal  |
| x | Italia | Bruno Daniel Rappocciolo       | RAPPOCCIOLO    | Pivot      |
| x | Italia | Francesco Lorenti              | LORENTI        | Universal  |
| x | Brasil | Gilson Cesar De Oliveira       | DE OLIVEIRA    | Universal  |
| x | Brasil | Rafael Parma Tomadon           | TOMADON        | Pivot      |
| x | Brasil | Carminio Michael Nelson        | NELSON         | Pivot      |
| x | Brasil | Jose Rocha Vagner              | ALEMAO VAGNER  | Pivot      |

Entrenador:  Giuseppe Molluso